# 仙納杜山嶺
78°11′S 163°32′E / 78.183°S 163.533°E
仙納杜山嶺（英語：Xanadu Hills）是南極洲的山嶺，位於維多利亞地，毗鄰阿爾夫河，在1994年由新西蘭地理委員會命名，該山嶺現時由南極條約體系管理。